# 石斛屬
石斛屬（学名：Dendrobium）屬於蘭科的樹蘭亞科下的多年生草本植物，包含約1,450种。主要分布于亚洲和大洋洲热带地区。具有观赏和药用价值。它的學名Dendrobium一詞源自希臘語dendro就是樹木，而bium就是生長的意思。
石斛蘭原被歸入柄唇兰族，但現在已獨立成為一族。

## 分組
本屬分布於亞洲各地、台灣、菲律賓、婆羅洲、澳洲、新幾內亞及紐西蘭等多種生態環境，分类：
- 禾叶组 Sect. Grastidium
- 顶叶组 Sect. Chrysotoxae
- 石斛组 Sect. Dendrobium
- 心叶组 Sect. Distichophylum
- 瘦轴组 Sect. Breviflores
- 叉唇组 Sect. Stuposa
- 距囊组 Sect. Pedilonum
- 黑毛组 Sect. Formosae（黑毛石斛亚属、美花石斛亚属）
- 草叶组 Sect. Stachyobium
- 基肿组 Sect. Crumenatae
- 剑叶组 Sect. Aporum
- 圆柱叶组 Sect. Strongyle

## 逸事
- 有許多國家都把石斛蘭作為「父親節之花」。
- 北韓的國花之一金日成花是石斛蘭屬的植物。
- 在動畫機動戰士GUNDAM 0083：Stardust Memory中，高達試作3號機以石斛蘭命名。

## 圖片

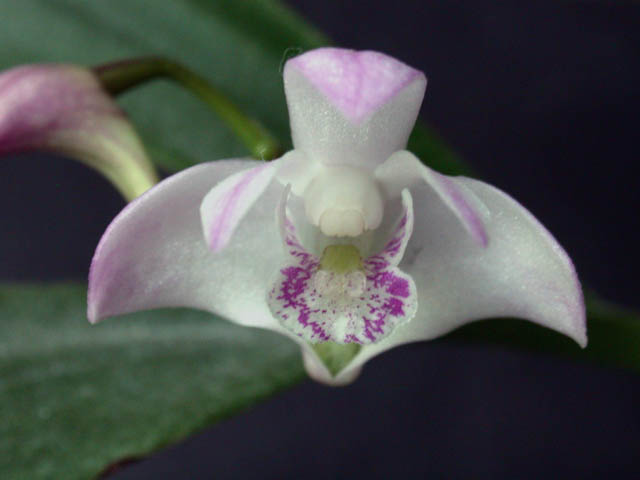
Dendrobium kingianum
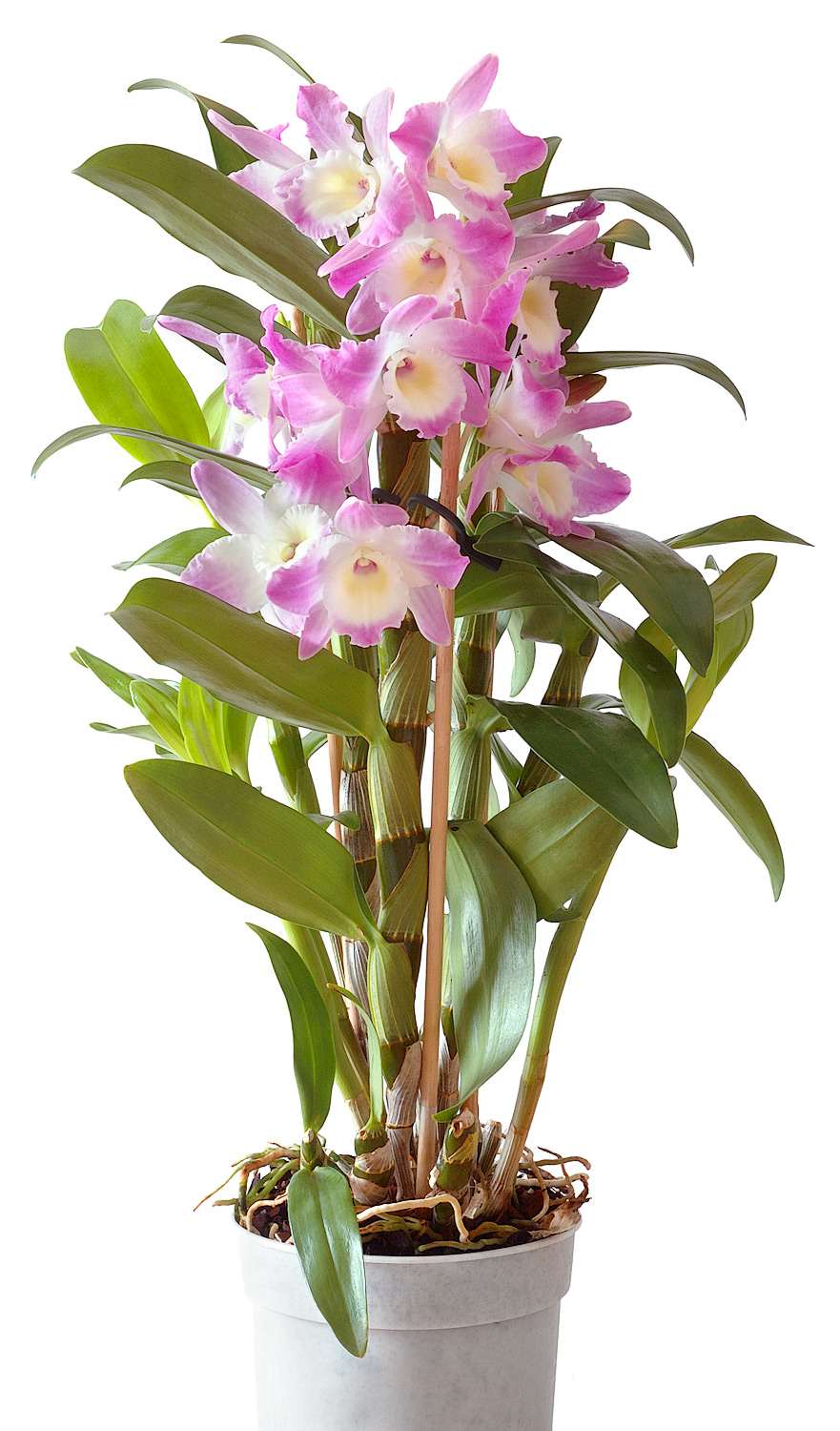
Dendrobium nobile - hybrid
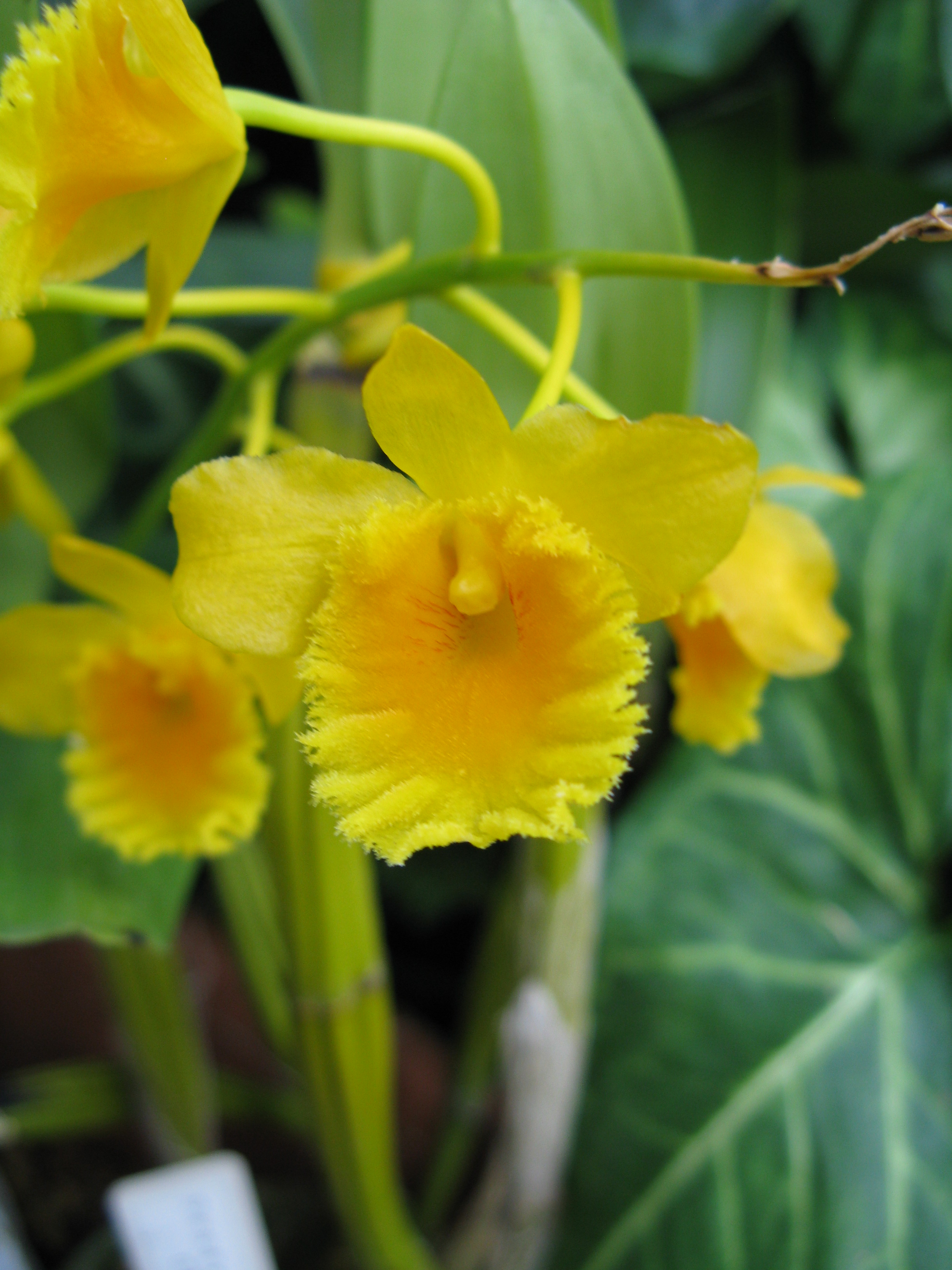
Dendrobium chrysotoxum
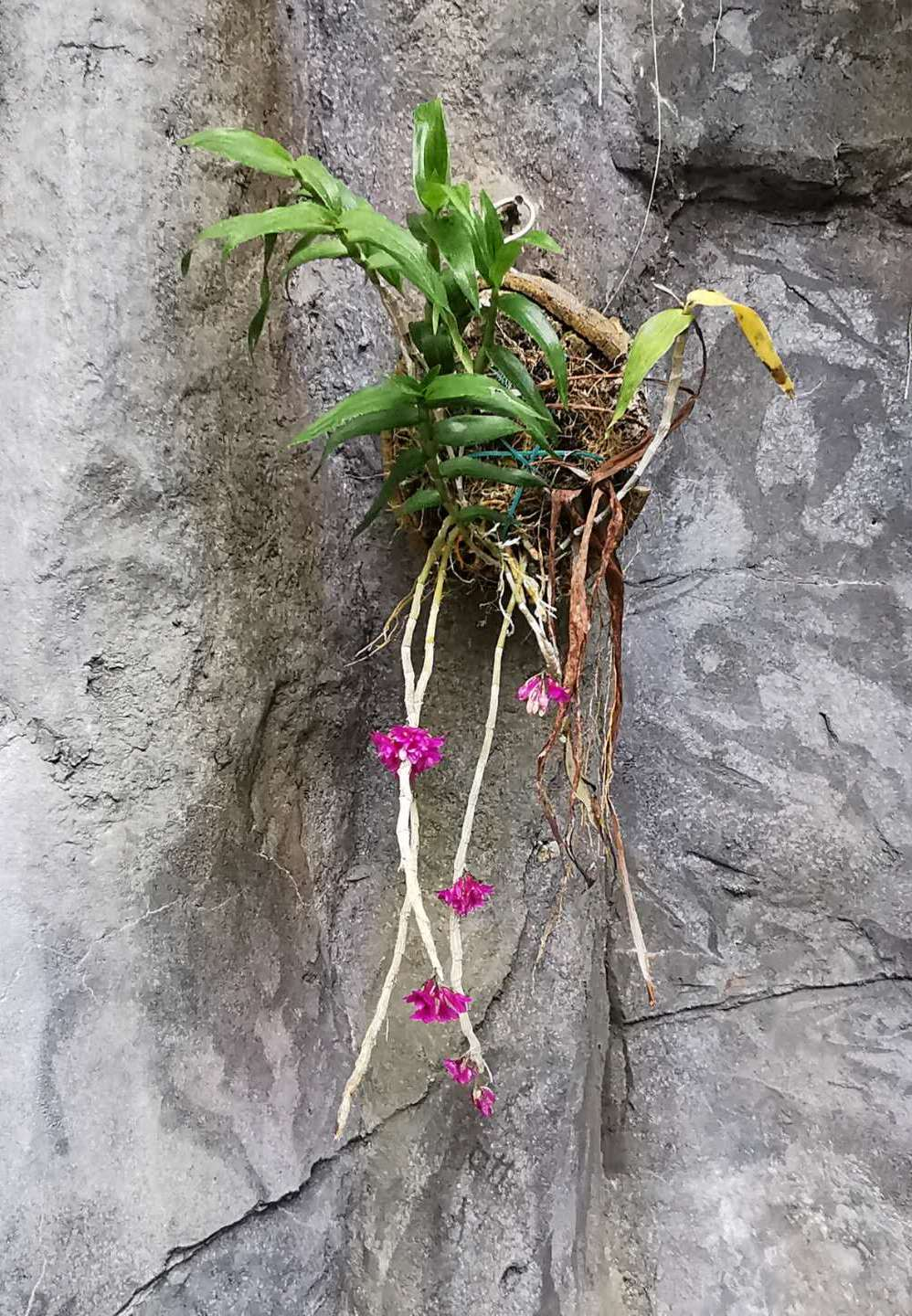
Unidentified Dendrobium

## 外部連結
- （简体中文）中国数字植物标本馆中的相关内容：石斛屬
- （英文）Dendrobium photos
- （英文）Multikey System for Identification of Dendrobium species
- （英文）Orchid Picture Gallery
- （英文）Orchid Care

- 石斛屬 Dendrobium  （页面存档备份，存于） 藥用植物圖像數據庫(香港浸會大學中醫藥學院)